# Helga y Flora
Helga y Flora là một loạt phim truyền hình trinh thám, tâm lý tội phạm của Chile được tạo ra bởi Omar Saavedra Santis. "Helga y Flora" ra mắt vào ngày 25 tháng 4 năm 2020 trên Canal 13.